# Tournoi préolympique de basket-ball féminin 2016
Navigation
TQO 2012 TQO 2020
Le Tournoi préolympique de basket-ball féminin 2016 permet d'attribuer pour les Jeux olympiques d'été de 2016 les cinq dernières places qualificatives. Ce tournoi se disputera du 13 au 19 juin 2016 à la salle de la Trocardière à Rezé dans la métropole de Nantes (Loire-Atlantique) en France (salle d'une capacité de 4 238 spectateurs). Seules les 5 premières équipes du tournoi seront qualifiées pour les Jeux olympiques 2016.

## Les qualifiées
Ci-dessous, la liste des équipes qualifiées pour ce Tournoi préolympique.
| Compétition                | Places    | Qualifiés                          |
| -------------------------- | --------- | ---------------------------------- |
| Championnat d'Europe 2015  | 4 équipes | France Espagne Biélorussie Turquie |
| Tournoi des Amériques 2015 | 3 équipes | Cuba Argentine Venezuela           |
| Championnat d'Afrique 2015 | 2 équipes | Cameroun Nigeria                   |
| Championnat d'Asie 2015    | 2 équipes | Chine Corée du Sud                 |
| Championnat d'Océanie 2015 | 1 équipe  | Nouvelle-Zélande                   |

## Compétition

### Phase de groupes
Les équipes participant au TQO sont réparties en quatre poules de trois.
Groupe A
| Groupe A |                  |     |   |   |     |     |      |
|          | Équipe           | Pts | G | P | PP  | PC  | Diff |
| 1        | France           | 4   | 2 | 0 | 153 | 119 | +34  |
| 2        | Cuba             | 3   | 1 | 1 | 131 | 145 | -14  |
| 3        | Nouvelle-Zélande | 2   | 0 | 2 | 114 | 134 | -20  |

|                 |                  |    |    |                  |
| 13 juin (20h30) | Cuba             | 67 | 83 | France           |
| 14 juin (20h30) | France           | 70 | 52 | Nouvelle-Zélande |
| 15 juin (15h00) | Nouvelle-Zélande | 62 | 64 | Cuba             |

Groupe B
| Groupe B |           |     |   |   |     |     |      |
|          | Équipe    | Pts | G | P | PP  | PC  | Diff |
| 1        | Turquie   | 4   | 2 | 0 | 138 | 84  | +54  |
| 2        | Argentine | 3   | 1 | 1 | 113 | 130 | -17  |
| 3        | Cameroun  | 2   | 0 | 2 | 110 | 147 | -37  |

| 13 juin (15h00) | Cameroun  | 64 | 75 | Argentine |
| 14 juin (18h00) | Argentine | 38 | 66 | Turquie   |
| 15 juin (20h30) | Turquie   | 72 | 46 | Cameroun  |

Groupe C
| Groupe C |              |     |   |   |     |     |      |
|          | Équipe       | Pts | G | P | PP  | PC  | Diff |
| 1        | Biélorussie  | 3   | 1 | 1 | 136 | 126 | +10  |
| 2        | Corée du Sud | 3   | 1 | 1 | 135 | 135 | 0    |
| 3        | Nigeria      | 3   | 1 | 1 | 130 | 140 | -10  |

|                 |              |    |    |              |
| 13 juin (18h00) | Biélorussie  | 71 | 60 | Nigeria      |
| 14 juin (12h30) | Nigeria      | 70 | 69 | Corée du Sud |
| 15 juin (12h30) | Corée du Sud | 66 | 65 | Biélorussie  |

Groupe D
| Groupe D |           |     |   |   |     |     |      |
|          | Équipe    | Pts | G | P | PP  | PC  | Diff |
| 1        | Espagne   | 4   | 2 | 0 | 160 | 98  | +62  |
| 2        | Chine     | 3   | 1 | 1 | 120 | 136 | -16  |
| 3        | Venezuela | 2   | 0 | 2 | 114 | 160 | -46  |

| 13 juin (12h30) | Venezuela | 59 | 77 | Chine     |
| 14 juin (15h00) | Chine     | 43 | 77 | Espagne   |
| 15 juin (18h00) | Espagne   | 83 | 55 | Venezuela |

### Quarts de finale
Les vainqueurs sont qualifiés pour les Jeux.
| 17 juin (12h30) | Espagne     | 70-50 | Corée du Sud |
| 17 juin (15h00) | Turquie     | 71-45 | Cuba         |
| 17 juin (18h00) | Biélorussie | 70-84 | Chine        |
| 17 juin (20h30) | France      | 90-53 | Argentine    |

### Tableau pour la5eplace
Les équipes battues au stade des quarts de finale sont reversées dans un nouveau tableau. Seul son vainqueur obtient le dernier billet pour les Jeux olympiques de Rio.
|  | Tour de classement | Tour de classement |             |    | 5e place        | 5e place        |
|  | Tour de classement | Tour de classement |             |    | 5e place        | 5e place        |
|  |                    |                    |             |    |                 |                 |
|  | 18 juin (20h30)    | 18 juin (20h30)    |             |    | 19 juin (15h00) | 19 juin (15h00) |
|  | 18 juin (20h30)    | 18 juin (20h30)    |             |    | 19 juin (15h00) | 19 juin (15h00) |
|  | Argentine          | 44                 |             |    | 19 juin (15h00) | 19 juin (15h00) |
|  | Argentine          | 44                 |             |    | 19 juin (15h00) | 19 juin (15h00) |
|  | Biélorussie        | 84                 |             |    | 19 juin (15h00) | 19 juin (15h00) |
|  | Biélorussie        | 84                 | Biélorussie | 56 |                 |                 |
|  | 18 juin (18h00)    |                    | Biélorussie | 56 |                 |                 |
|  |                    | Corée du Sud       | 39          |    |                 |                 |
|  | Cuba               | Corée du Sud       | 39          | 62 |                 |                 |
|  | Cuba               |                    |             | 62 |                 |                 |
|  | Corée du Sud       | 81                 |             |    |                 |                 |
|  | Corée du Sud       | 81                 |             |    |                 |                 |

Les Biélorusses parviennent à accrocher la dernière place qualificative pour Rio face à des Sud-Coréennes qui lui avaient pourtant défaites eu match de poule. Dominantes au rebond (50 à 35) avec Alena Lewtchanka (8 points, 11 rebonds et 3 passes décisives) et Anastasiya Verameyenka (11 points, 15 rebonds et 3 contres), couplé au talent offensif de Lindsey Harding (17 points et 3 passes décisives), les Asiatiques n'ont pas eu leur réussite habituelle à trois points (3/23 pour l'équipe contre 3/3  pour la seule Tatyana Troina.